# Бухман, Ирина Георгиевна
Ири́на Гео́ргиевна Бу́хман (девичья фамилия Устименко; 31 августа (13 сентября) 1917, Петроград — 12 января 2002, Санкт-Петербург) — советский и российский художник и архитектор, член Союза архитекторов СССР. Автор акварельных и литографических серий и циклов, посвященных архитектурным памятникам России, Средней Азии, Крыма, Кавказа, Египта, Индии, Восточной и Западной Европы.

## Биография
Родилась 31 августа 1917 года в Петрограде, родители: Мария Петровна и Георгий Павлович Устименко. В 1936 году окончила 28-ю школу ФЗД (фабрично-заводскую девятилетку) Смольнинского района Ленинграда — так в то время именовалась старейшая петербургская школа Петришуле.
Поступила на архитектурный факультет Ленинградского института живописи, скульптуры и архитектуры (ЛИЖСА). Её учителями были ведущие советские архитекторы того периода: талантливый проектировщик, впоследствии один из авторов ленинградского стадиона имени С. М. Кирова Александр Никольский, создатель Центрального парка культуры и отдыха имени С. М. Кирова в Ленинграде Евгений Катонин, авторитетный ленинградский ученый, архитектор и градостроитель Лев Тверской и др.
20 января 1941 года Ирина Устименко вышла замуж за своего однокурсника Якова Ефимовича Бухмана и взяла его фамилию. Брак был недолгим: в 1942 году Яков Бухман умер в блокадном Ленинграде. Ирина Бухман вместе с другими студентами, аспирантами и преподавателями архитектурного факультета ЛИЖСА была эвакуирована в Самарканд (Средняя Азия), где продолжила обучение.
В мае 1944 года архитектурный факультет ЛИЖСА вернулся в Ленинград. 25 июня 1945 года Ирина Бухман окончила учёбу, ей была присвоена квалификация художника-архитектора. А уже 8 октября 1945 года Бухман по направлению Комитета по делам архитектуры при СНК СССР поступила на должность архитектора в ленинградский филиал Государственного института по проектированию металлургических заводов (Гипромез).
В 1948 году Бухман была принята в Союз архитекторов СССР. В Гипромезе занималась благоустройством жилых кварталов и проектированием жилых и общественных объектов для крупнейших металлургических заводов Советского Союза: Череповецкого металлургического комбината (ныне ПАО «Северсталь»), Нижнетагильского металлургического комбината, Никопольского завода ферросплавов (ныне входит в состав металлургического комплекса Украины) и др. В марте 1963 года Ирина Бухман перешла из Гипромеза в институт Ленпроект (затем ЛенНИИпроект), где трудилась до выхода на пенсию в 1972 году. В период работы в Ленпроекте занимала должность группового архитектора, специализировалась на проектировании интерьеров и малых архитектурных форм.
Ирина Бухман ушла из жизни 12 января 2002 года, похоронена в Санкт-Петербурге.

## Творчество
Как художник Ирина Бухман работала в различных техниках: живопись, рисунок, акварель, литография. Её любимым жанром был архитектурный пейзаж, как правило, включавший изображение вполне конкретных объектов культурного наследия: Бухман являлась активным членом Всероссийского общества охраны памятников истории и культуры (ВООПИиК). Исследователи определяют творческую манеру Бухман как «приверженность к ленинградской графической школе, к её лучшим традициям», а её работам «присущи сдержанность цветовой гаммы, уравновешенность композиции, точное видение и умение верно передать пропорции, силуэты архитектурных зданий и скульптурных памятников, их связь с окружающим пространством, с пейзажем».
Петербургский искусствовед Ксения Подлипенцева отмечает, что в работах Ирины Бухман отчетливо прослеживаются традиции Серебряного века, а её акварели и литографии, посвящённые Ленинграду, а затем Санкт-Петербургу, напоминают произведения Остроумовой-Лебедевой. «В работах И. Г. Бухман нет лишних деталей или неточностей, благодаря чему они выглядят лаконично и мощно», — подчеркивает исследователь.
В 1970—1980-х годах после увольнения из Ленпроекта и выхода на пенсию, Ирина Бухман много путешествовала и рисовала с натуры, её творческое наследие включает сотни акварельных листов и авторских литографий. Исследователи выделяют несколько серий или циклов её работ:
- Ленинград/Санкт-Петербург (виды города, включая его ключевые памятники и новостройки, в том числе Московского района, где жила художница).
- Пригороды Ленинграда/Санкт-Петербурга (дворцовые и парковые комплексы Пушкина, Павловска, Ломоносова, Петергофа).
- Другие города, монастыри, крепости (география этой серии исключительно широка и объединяет изображение известных исторических объектов и памятников, таких как Московский Кремль, крепость Корела в Ленинградской области или церковь Распятия Христова в бывшей Александровской слободе, с новыми, современными художнику объектами, созданными в 1940-1970-х годах, например, виды Иволгинского дацана в Бурятии или памятника защитникам Брестской крепости).
- Крым и Кавказ (Бахчисарай, Старый Крым, Баку, Апшерон, Новый Афон, Лыхны и др.).
- Средняя Азия (Самарканд, Бухара, Хива и др.)
- Западная и Восточная Европа (Париж, Прага, Сплит, Сараево, виды Берлина, Лейпцига и Нойбранденбурга времен ГДР).
- Египет и Индия (Каир, Луксор, Александрия, Асуан, Дели)[3].

## Память
В 2012 году петербургский проект «Сохранённая культура» выпустил CD-диск «Путешествия И. Г. Бухман: архитектура в акварелях», куда вошли самые известные акварели и литографии художницы. В 2013 году вышло второе издание диска, дополненное вновь найденными работами Бухман. Литографии и акварели Бухман были использованы в оформлении книги «Серебряное кольцо России», выпущенной тем же проектом в 2015 году.
Личный архив Ирины Бухман находится в Центральном государственном архиве литературы и искусства Санкт-Петербурга: фонд № Р-730 «Бухман Ирина Григорьевна (1917—2002), архитектор, художник», крайние даты документов: 1937—2003.
Работы художника представлены в частных коллекциях, шесть литографий Бухман 1980-х годов хранятся в фондах петербургского Музея городской скульптуры: это «Пушкинская улица (памятник А. С. Пушкину)» (1980), «Александровская колонна» (1981), «Колонна в саду Академии художеств» (1981), «Памятник Крузенштерну» (1981), «Ши-Цзы» (1982), «Двор дворца Строганова (Статуя Нептуна)» (1983).
В мае 2019 года литографии Ирины Бухман были показаны в рамках проекта «Пушкинград» в Новом выставочном зале Музея городской скульптуры в Санкт-Петербурге.